# Divisiones de las Waffen-SS
Todas las divisiones en las Waffen-SS estaban ordenadas en una única serie, sin importar su tipo. Aquellas que citan en su nombre una nacionalidad eran reclutadas desde esos países, al menos sobre el papel. Muchas de las unidades de mayor número eran pequeños grupos de combate Kampfgruppe, es decir, divisiones sólo en el nombre.
Como regla general, una SS-Division estaba compuesta exclusivamente por alemanes u otros pueblos germánicos. A las divisiones que incluían mayoritariamente voluntarios o reclutas volksdeutsche se les llamaba SS-Freiwilligen Division, mientras que las Waffen Division der SS estaban compuestas por voluntarios no germanos, indicando adscripción, más que verdadera pertenencia a las Waffen-SS. En estas divisiones el grueso de oficiales seguía siendo mayoritariamente alemán.

## Orden de batalla de lasWaffen-SS
En la siguiente tabla aparece el orden de batalla final de las Waffen-SS, si bien a partir de la división 20.ª no son más que regimientos ascendidos de categoría, formados con el personal disponible y a los que se daban nombres pretendidamente presuntuosos. Las cruces de Caballero concedidas a cada unidad se muestran como indicador de la valía militar y la experiencia en la batalla de dicha división.
| Número | División                                                          | Origen | Último comandante                      | Operativa  | Símbolo | Número máximo de hombres | Cruces de caballero recibidas |
| ------ | ----------------------------------------------------------------- | --- | -------------------------------------- | ---------- | ------- | ------------------------ | ----------------------------- |
|        |                                                                   | |                                        |            |         |                          |                               |
| 1.ª    | «Leibstandarte Adolf Hitler»                                      | formada inicialmente como una guardia personal armada para Adolf Hitler. | SS-Brigadeführer Otto Kumm             | 1933 -1945 |         | 20 844 (1942)            | 58                            |
|        |                                                                   | |                                        |            |         |                          |                               |
| 2.ª    | «Das Reich»                                                       | Fue la union de tres regimientos SS «Deutschland», «Der Führer» y «Germania» fueron agrupados en una división, la SS-Verfügungstruppe. para luego llamarse «Das Reich» | SS-Standartenführer Rudolf Lehmann     | 1939-1945  |         | 20 184 (1944)            | 69                            |
|        |                                                                   | |                                        |            |         |                          |                               |
| 3.ª    | «Totenkopf»                                                       | La mayoría de los soldados alistados inicialmente eran de la SS-Totenkopfverbände para luego ser mandados a custodiar los campos de concentración. | SS-Brigadeführer Hellmuth Becker       | 1939-1945  |         | 21 186 (1942)            | 47                            |
|        |                                                                   | |                                        |            |         |                          |                               |
| 4.ª    | «Polizei»                                                         | Compuesta por la Ordnungspolizei (la Policía civil uniformada) y reservistas de la Allgemeine-SS. | SS-Standartenführer Fritz Göhler       | 1939-1945  |         | 19 377 (1941)            | 25                            |
|        |                                                                   | |                                        |            |         |                          |                               |
| 5.ª    | «Wiking»                                                          | Constituida por voluntarios extranjeros, en buena parte escandinavos pero también de otros países europeos. | SS-Oberführer Karl Ullrich             | 1940-1945  |         | 17 347 (1941)            | 55                            |
|        |                                                                   | |                                        |            |         |                          |                               |
| 6.ª    | «Nord»                                                            | Constituida a partir de un núcleo formado por miembros del llamado SS-Kampfgruppe "Nord" y voluntarios alemanes con regimientos de la Totenkopf. | SS-Standartenführer Franz Schreiber    | 1941-1945  |         | 21 247 (1942)            | 4                             |
|        |                                                                   | |                                        |            |         |                          |                               |
| 7.ª    | «Prinz Eugen»                                                     | Formada por voluntarios de sangre alemana procedentes especialmente de Serbia y Croacia. Fue nombrada en honor al Príncipe Eugenio de Saboya. | SS-Brigadeführer August Schmidhuber    | 1942-1945  |         | 21 120 (1943)            | 6                             |
|        |                                                                   | |                                        |            |         |                          |                               |
| 8.ª    | «Florian Geyer»                                                   | Voluntarios principalmente de Serbia, Rumania y Hungría. | SS-Brigadeführer Joachim Rumohr        | 1942-1945  |         | 13 000 (1944)            | 22                            |
|        |                                                                   | |                                        |            |         |                          |                               |
| 9.ª    | «Hohenstaufen»                                                    | La unidad se constituyó en diciembre de 1942 y fue enviada a Francia, para su adiestramiento, finalizado en la primavera de 1944. | SS-Standartenführer Walter Harzer      | 1943-1945  |         | 19 611 (1943)            | 12                            |
|        |                                                                   | |                                        |            |         |                          |                               |
| 10.ª   | «Frundsberg»                                                      | La unidad fue formada en enero de 1943, paralelamente a la 9.ª División Panzer SS Hohenstaufen, y fue destinada al sur de Francia. | SS-Obersturmbannführer Franz Roestel   | 1943-1945  |         | 19 313 (1943)            | 13                            |
|        |                                                                   | |                                        |            |         |                          |                               |
| 11.ª   | «Nordland»                                                        | Principalmente voluntarios de Noruega y de otras unidades disueltas (SS-Niederlande, SS-Norwegen, División Azul y SS-Freikorps Danmark). | SS-Brigadeführer Dr. Gustav Krukenberg | 1943-1945  |         | 11 749 (1943)            | 25                            |
|        |                                                                   | |                                        |            |         |                          |                               |
| 12.ª   | «Hitlerjugend»                                                    | Voluntarios alemanes de las Juventudes Hitlerianas | SS-Brigadeführer Hugo Kraas            | 1943-1945  |         | 21 482 (1943)            | 14                            |
|        |                                                                   | |                                        |            |         |                          |                               |
| 13.ª   | «Handschar» (Kroatische Nr. 1)                                    | Forrmada por voluntarios musulmanes procedentes de Croacia y Bosnia-Herzegovina. | SS-Brigadeführer Desiderius Hampel     | 1943-1945  |         | 21 065 (1943)            | 4                             |
|        |                                                                   | |                                        |            |         |                          |                               |
| 14.ª   | «Galizische» (Ukrainische Nr. 1)                                  | Compuesta predominantemente por militares voluntarios ucranianos de la zona de Galitzia, y posteriormente también eslovacos. | SS-Brigadeführer Pavlo Schandruk       | 1943-1945  |         | 22 000 (1944)            | 1                             |
|        |                                                                   | |                                        |            |         |                          |                               |
| 15.ª   | «Lettische Nr. 1» (15. Waffen Grenadier Division der SS Lettland) | Letonia, la mayoría transferidos de regimientos Schutzmannschaft y de fusileros de la policía. | SS-Oberführer Karl Burk                | 1943-1945  |         | 20 291 (1943)            | 3                             |
|        |                                                                   | |                                        |            |         |                          |                               |
| 16.ª   | «Reichsführer-SS»                                                 | Alemanes y voluntarios volksdeutsche, alrededor del batallón de escolta de Himmler . | SS-Brigadeführer Otto Baum             | 1943-1945  |         | 14 223 (1944)            | 1                             |
|        |                                                                   | |                                        |            |         |                          |                               |
| 17.ª   | «Götz von Berlichingen»                                           | Procedían de soldados de reemplazo, muchos de las cuales eran franceses voluntarios y alemanes de Rumanía. | SS-Oberführer Georg Bochmann           | 1943-1945  |         | 18 354 (1944)            | 4                             |
|        |                                                                   | |                                        |            |         |                          |                               |
| 18.ª   | «Horst Wessel»                                                    | Fue creada en enero de 1944 en Hungría con voluntarios alemanes y Volksdeutsche de Hungría. | SS-Standartenführer Heinrich Petersen  | 1944-1945  |         | 11 000 (1944)            | 2                             |
|        |                                                                   | |                                        |            |         |                          |                               |
| 19.ª   | «Lettische Nr. 2» (19. Waffen Grenadier Division der SS Latvia)   | Letonia, la mayoría transferidos de regimientos Schutzmannschaft y de fusileros de la policía | SS-Gruppenführer Bruno Streckenbach    | 1944-1945  |         | 10 592 (1944)            | 12                            |
|        |                                                                   | |                                        |            |         |                          |                               |
| 20.ª   | «Estnische Nr. 1» (20. Waffen Grenadier Division der SS Estland)  | Estaba formada por elementos reagrupados de la antigua 3.ª Brigada de Voluntarios SS (Estonia), del antiguo 200 Regimiento Finlandés de Infantería y de otras unidades menores.                                                                                            | SS-Brigadeführer Berthold Maack        | 1944-1945  |         | 15 382 (1944)            | 5                             |
|        |                                                                   | |                                        |            |         |                          |                               |
| 21.ª   | «Skanderbeg»                                                      | creada por orden de Heinrich Himmler. Formada por voluntarios musulmanes albaneses | SS-Oberführer August Schmidhuber       | 1944-1945  |         | 6156 (1944)              | 0                             |
|        |                                                                   | |                                        |            |         |                          |                               |
| 22.ª   | «Maria Theresia»                                                  | reclutas del Volksdeutsche dentro del ejército húngaro que fueron transferidos tras un acuerdo entre Alemania y Hungría. | SS-Brigadeführer August Zehender       | 1944-1945  |         | 8000 (1944)              | 6                             |
|        |                                                                   | |                                        |            |         |                          |                               |
| 23.ª   | «Kama» (Kroatische Nr. 2)                                         | Formada el 19 de junio de 1944 por voluntarios croatas musulmanes y oficiales alemanes, nunca alcanzó efectivos de división. Sus restos se trasladaron a la siguiente, que también ostentó el número 23.                                                                   | SS-Oberführer Gustav Lombard           | 1944-1945  |         | 2199 (1944)              | 0                             |
|        |                                                                   | |                                        |            |         |                          |                               |
| 23.ª   | «Nederland»                                                       | Holanda, muchos procedentes de la Niederlande. Formada tras la disolución de la división 23.ª «Kama» | SS-Brigadeführer Jürgen Wagner         | 1945       |         | 6000 (1944); 1000 (1945) | 19                            |
|        |                                                                   | |                                        |            |         |                          |                               |
| 24.ª   | «Karstjäger»                                                      | División de montaña constituida a finales de 1944 con voluntarios fascistas italianos, eslovenos y del sur del Tirol | SS-Oberführer Adolf Wagner             | 1944-1945  |         | 2199 (1944)              | 0                             |
|        |                                                                   | |                                        |            |         |                          |                               |
| 25.ª   | «Hunyadi» (Ungarische Nr. 1)                                      | Segunda división de origen húngaro, se creó a comienzos de 1944 con voluntarios del Partido de la Cruz Flechada. Lleva el nombre del héroe militar medieval húngaro Juan Hunyadi                                                                                           | SS-Gruppenführer József Grassy         | 1944-1945  |         | 8000 (1944)              | 0                             |
|        |                                                                   | |                                        |            |         |                          |                               |
| 26.ª   | «Hungaria» (Ungarische Nr. 2)                                     | Tercera división de origen húngaro, se creó en marzo de 1944 con voluntarios del Partido de la Cruz Flechada | SS-Gruppenführer József Grassy         | 1944-1945  |         | 13 000 (1944)            | 0                             |
|        |                                                                   | |                                        |            |         |                          |                               |
| 27.ª   | «Langemarck» (Flämische Nr. 1)                                    | Formada durante el otoño de 1944 por voluntarios flamencos procedentes de la legión extranjera «Flandern» de las SS | SS-Standartenführer Thomas Müller      | 1944-1945  |         | 7000 (1945)              | 1                             |
|        |                                                                   | |                                        |            |         |                          |                               |
| 28.ª   | «Wallonien»                                                       | Voluntarios valones procedentes de la Wallonische Legion de la Wehrmacht | SS-Obersturmbannführer Léon Degrelle   | 1944-1945  |         | 4000 (1944)              | 3                             |
|        |                                                                   | |                                        |            |         |                          |                               |
| 29.ª   | 29.ª Waffen Grenadier Division der SS                             | Anteriormente «Brigada Kaminski», «Russische Nr. 1». Constituida en agosto de 1944 a partir de la Brigada Kaminski, formada por convictos rusos voluntarios, luchó en la insurrección de Varsovia y cometió múltiples crímenes y atrocidades. Fue disuelta a fines de 1944 | SS-Brigadeführer Christoph Diehm       | 1944       |         | 15 000 (1943)            | 0                             |
|        |                                                                   | |                                        |            |         |                          |                               |
| 29.ª   | «Italienische Nr. 1»                                              | Formada por voluntarios fascistas italianos y oficiales alemanes e italianos. Luchó contra los partisanos italianos en los valles alpinos | SS-Oberführer Erwin Tzschoppe          | 1945       |         | 15 000 (1944)            | 0                             |
|        |                                                                   | |                                        |            |         |                          |                               |
| 30.ª   | «Russische Nr. 2»                                                 | Constituida en el verano de 1944 por voluntarios rusos, bielorrusos, ucranianos, armenios, tártaros y polacos | SS-Obersturmbannführer Hans Siegling   | 1944       |         | 4400 (1944)              | 0                             |
|        |                                                                   | |                                        |            |         |                          |                               |
| 30.ª   | «Weißruthenische Nr. 1»                                           | Voluntarios rusos, fusileros de la policía y de regimientos Schutzmannschaft | SS-Obersturmbannführer Hans Siegling   | 1945       |         | 4400 (1944)              | 0                             |
|        |                                                                   | |                                        |            |         |                          |                               |
| 31.ª   | 31.ª SS-Freiwilligen Grenadier Division                           | Formada en marzo de 1945 por voluntarios y reclutas volksdeutsche de Checoslovaquia (Bohemia y Moravia) junto con elementos aislados de las Waffen-SS | SS-Brigadeführer Gustav Lombard        | 1945       |         | 11 000 (1944)            | 0                             |
|        |                                                                   | |                                        |            |         |                          |                               |
| 32.ª   | «30 Januar»                                                       | Formada al principio de 1945 con reclutas alemanes y volksdeutsche, personal de la escuela de formación de las SS | SS-Standartenführer Hans Kempin        | 1945       |         | 12 000 (1945)            | 0                             |
|        |                                                                   | |                                        |            |         |                          |                               |
| 33.ª   | «Ungarische Nr. 3»                                                | se formó a partir de voluntarios húngaros, en diciembre de 1944. No se sabe si realmente existieron. | SS-Oberführer László Deák              | 1944-1945  |         | Desconocido              | 0                             |
|        |                                                                   | |                                        |            |         |                          |                               |
| 33.ª   | «Charlemagne»                                                     | Formada a finales de 1944 con voluntarios franceses, la mayoría procedentes de la Französisches Legion de la Wehrmacht y algunos españoles de la División Azul | SS-Standartenführer Walter Zimmermann  | 1944-1945  |         | 7340 (1944); 2600 (1945) | 2                             |
|        |                                                                   | |                                        |            |         |                          |                               |
| 34.ª   | «Landstorm Nederland»                                             | Voluntarios holandeses, muchos desde la Landwacht Nederland | SS-Oberführer Martin Kohlroser         | 1945       |         | 7000 (1943)              | 3                             |
|        |                                                                   | |                                        |            |         |                          |                               |
| 35.ª   | 35.ª SS-Polizei Grenadier Division                                | Transferidos de la policía alemana | SS-Standartenführer Rüdiger Pipkorn    | 1945       |         | Desconocido              | 0                             |
|        |                                                                   | |                                        |            |         |                          |                               |
| 36.ª   | «Dirlewanger»                                                     | Formada por voluntarios alemanes y del este, incluyendo gran cantidad de convictos de la brigada Dirlewanger, famosa por sus atrocidades y crímenes de guerra en Rusia y Polonia.                                                                                          | SS-Oberführer Dr. Oskar Dirlewanger    | 1945       |         | 6000 (1944)              | 1                             |
|        |                                                                   | |                                        |            |         |                          |                               |
| 37.ª   | «Lützow»                                                          | Formada a comienzos de 1945 por reclutas volksdeutsche húngaros de corta edad y restos de las divisiones «Florian Geyer» y «Maria Theresia» | SS-Standartenführer Karl Gesele        | 1945       |         | Desconocido              | 0                             |
|        |                                                                   | |                                        |            |         |                          |                               |
| 38.ª   | «Nibelungen»                                                      | Voluntarios, reclutas y personal alemán de la escuela de formación de las SS (SS-Junkerschule Bad Tölz). Granaderos acorazados | SS-Standartenführer Martin Stange      | 1945       |         | Desconocido              | 0                             |

Bandera de la Legión india de la Wehrmacht, Infanterie-Regiment 950 (indische), después conocida como Indische Freiwilligen-Legion der SS.

Hacia el final de la guerra la mayoría de las unidades de voluntarios extranjeros en las Waffen-SS fueron disueltas o incluidas en alguna de las divisiones indicadas anteriormente.
Entre las unidades extranjeras, también permanecieron otras que aún existían en 1945 pero fueron de escasa valía militar para la Alemania nazi. Su pertenencia a las SS es síntoma de las dificultades de reclutamiento hacia el final de la guerra, que permitió apartar los ideales de pureza racial frente a la eficacia del número. Las insignias para el cuello que se habían diseñado nunca fueron aprobadas por Himmler ni enviadas a las divisiones. Estas divisiones son las siguientes:
| Nombre                                    | Origen                                                                                              | Último comandante                                                                                     | Operativa   | Número máximo de hombres |
| ----------------------------------------- | --------------------------------------------------------------------------------------------------- | --- | ----------- | ------------------------ |
|                                           | | |             |                          |
| Indische Freiwilligen-Legion der SS       | Voluntarios indios antibritánicos capturados en el norte de África e Italia en 1943.                | SS-Oberführer Heinz Bertling                                                                          | ¿1944?-1945 | 33 000 (1943)            |
|                                           | | |             |                          |
| Kaukasicher Waffenverband der SS          | Voluntarios azerbayanos, armenios, georgianos y procedentes de otras regiones del Cáucaso           | Generalmajor Bodo von Wartenberg (de la Freiwilligen-Stamm-Division)                                  | 1944-1945   | 1525 (1944)              |
|                                           | | |             |                          |
| Moslem Ostürrkische Waffenverband der SS, | Compuesta por tres Waffengruppen musulmanes reclutados entre los tártaros del Caspio y el mar Negro | SS-Standartenführer Wilhem Hintersatz, conocido como Harun el Raschid Bey tras su conversión al Islam | 1944-1945   | 8500 (1945)              |

También existió la Panzer Division Kempf, unidad temporal que incluía tanto soldados Heer (del ejército regular, la Wehrmacht) como de las Waffen-SS.

## Otras unidades extranjeras

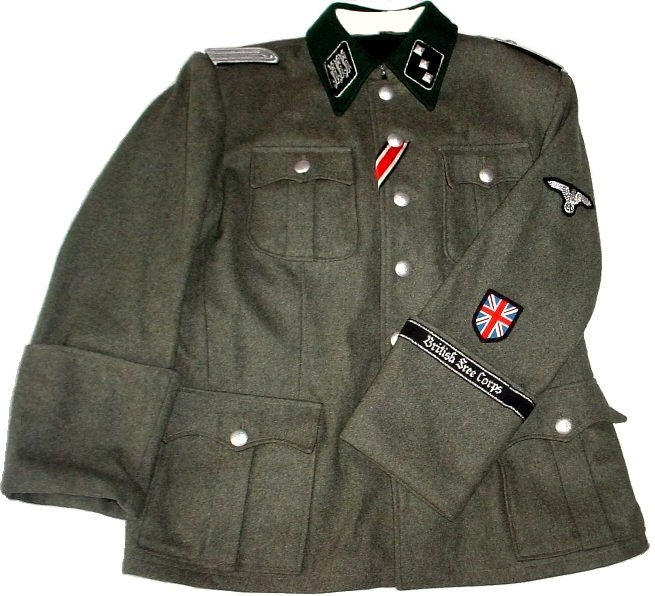
Uniforme de los British Free Corps, compuestos por voluntarios británicos incluidos en la 11.ª SS-Freiwilligen Panzergrenadier Division «Nordland».

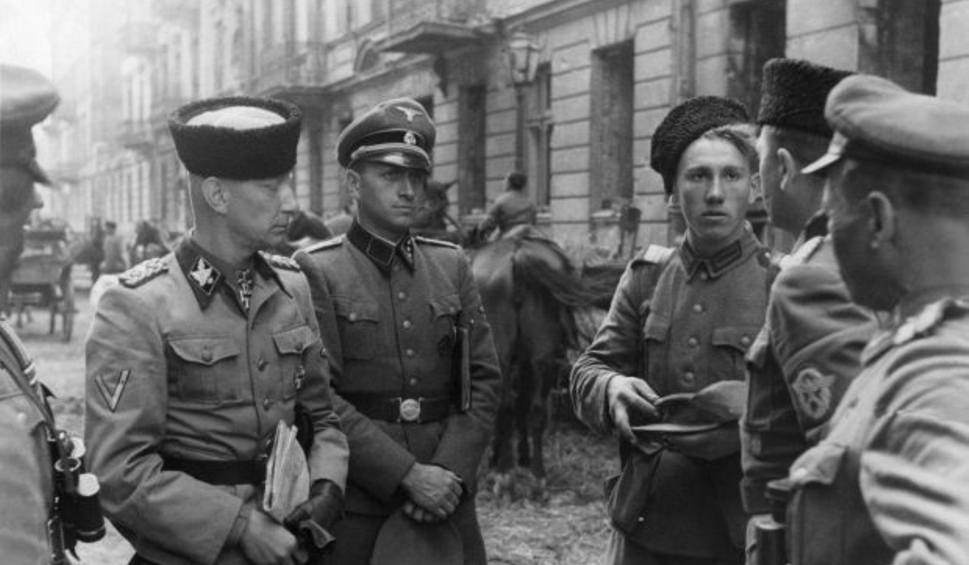
El SS-Gruppenführer Heinz Reinefarth, «el Carnicero de Wola» (izq.), comandante de la policía y de las Waffen-SS, y Jakub Bondarenko, al mando del reg. de cosacos, durante el alzamiento de Varsovia. El regimiento estaba formado por cosacos de diversas regiones, entre los que destacaban los de Kubán.

Durante el último año de la guerra, la mayoría de las unidades extranjeras que servían en el ejército fueron transferidas a las Waffen-SS que, o bien crearon divisiones específicas, como la Charlemagne para los franceses o la Wallonien para los voluntarios valones o bien incluyeron estas unidades, que siempre fueron pequeñas, en algunos de sus grupos de combate.
En la primavera de 1944 se creó una curiosa unidad: el Britisches Freikorps, formada por voluntarios británicos reclutados entre los prisioneros de guerra. Conocida originalmente como Legion of St. George, su objetivo era prioritariamente propagandístico, radio y labores de ingeniería. Se confeccionó exclusivamente para estos hombres un uniforme completo que incluía un escudo con la Union Jack para el brazo y una insignia para el cuello diseñada con tres leones pasantes, el emblema heráldico del reino de Inglaterra. Esta unidad jamás llegó a constituirse como grupo autónomo debido a tener muy pocos miembros (en ningún momento llegó a reunir más de 30 hombres a la vez). En abril de 1945 los pocos reclutas británicos aún en servicio estaban encuadrados dentro de la 11.ª División de Granaderos SS Nordland. Los escasos supervivientes recibieron severos castigos en Reino Unido.
Tras el regreso de la División azul, enviada por España al frente oriental como parte del acuerdo entre Francisco Franco y Hitler, y la retirada de la Legión Azul en abril de 1944, los voluntarios españoles que no quisieron retornar a su país se incorporaron a una pequeña legión dentro de las Waffen-SS formada por solo dos compañías, la SS-Freiwilligen Kompanie Spanien 101 y la SS-Freiwilligen Kompanie Spanien 102. Ambas unidades participaron en la batalla de Berlín y fueron capturadas por el Ejército rojo. Luego permanecieron como prisioneros hasta 1954, cuando ya había fallecido el 30% de sus miembros.
En noviembre de 1944, las Waffen-SS se hicieron con el control de todas las unidades cosacas que servían en la Wehrmacht bajo el mando del oficial alemán Helmuth von Pannwitz, con la intención de crear el 15.º Cuerpo cosaco de caballería, con dos divisiones completas. Sin embargo, este control sobre los voluntarios cosacos fue meramente administrativo; no usaron ninguna insignia de las SS ni ningún oficial de las Waffen-SS sirvió en unidades cosacas. También siguieron siendo pagados por el ejército.
Entre 100 y 130 voluntarios suecos sirvieron en las Waffen-SS, pero no hubo ninguna unidad específica de voluntarios de este país. Parece que fueron incorporados a tres compañías de la Division «Nordland». Algunos oficiales suecos pasaron por la SS-Junkerschule de Bad Tölz, en Baviera o actuaron como corresponsales de guerra.

## Nombres honoríficos
Durante la guerra se extendió la práctica de otorgar nombres honoríficos a algunas divisiones de las Waffen-SS, del mismo modo que se hacía con algunas unidades de la Wehrmacht, aunque con mayor frecuencia.
Podemos dividir los nombres honoríficos en tres categorías principales:
1. Nombres de origen étnico o geográfico, que se explican por sí mismos: Deutschland, Danmark, Wallonien, etcétera.
2. Nombres de figuras políticas o militares de la Alemania nacionalsocialista: Adolf Hitler, Reinhard Heydrich y Theodor Eicke,[45] o de fechas representativas, como la división 30 Januar, que hace referencia a la toma de poder como canciller de Hitler el 30 de enero de 1933, evento conocido en el entorno nazi como «Machtergreifung».[69]
3. Nombres de personajes históricos alemanes y europeos:

- Prinz Eugen, por el príncipe Eugenio de Saboya (1663-1736), reformador del ejército austriaco.
- Florian Geyer, nombre del caballero que lideró los ejércitos de campesinos en las «Bauernkrieg» entre 1522 y 1525.

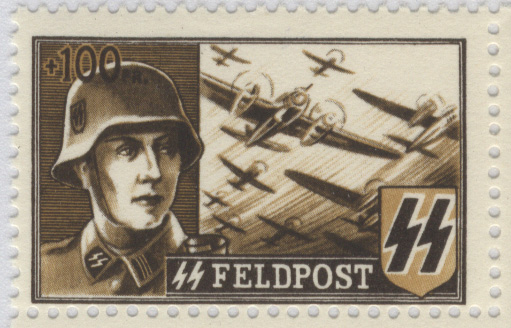
Sello promocional de 1945 de las Waffen-SS.

- Hohenstaufen, a partir de la dinastía homónima y, especialmente, del emperador del Sacro Imperio Romano Germánico Federico Barbarroja (1194-1250).
- Frundsberg, que recibe su nombre de Georg von Frundsberg (1473-1528), adalid alemán.
- Götz von Berlichingen, derivado del famoso lansquenete alemán (1480-1562) que perdió una mano en la batalla y la reemplazó por un puño de hierro (véase el emblema de la 17.ª división).
- Lützow, en homenaje a Adolf Freiherr von Lützow (1782-1834) general prusiano que organizó las Schwarze Schar («Tropas Negras»).

La presencia del nombre honorífico no implicaba garantía de valor militar demostrado y algunas unidades de dudoso honor y escasa eficiencia, como la Handschar y la Skanderberg, recibieron nombre honorífico y la posibilidad de llevar brazalete a pesar de sus frecuentes retiradas del frente de batalla o su poca efectividad como soldados. Estos brazaletes se han convertido, desde el final de la guerra, en objetos muy preciados por los coleccionistas.